# 春一番!笑売繁盛
春一番!笑売繁盛（はるいちばん!しょうばいはんじょう）は、毎日放送で1989年より毎年1月4日に放送されている正月特番である（初回タイトルは「春だ!春だよ!笑売繁盛」司会・西川きよし、桂三枝（現・六代桂文枝））。

## 概要
なんばグランド花月やよしもと漫才劇場（旧5upよしもと。2010年まではbaseよしもと）、よしもと祇園花月（2011年までは京橋花月）から、若手・ベテラン問わず吉本興業所属の芸人による漫才やコント、落語を中心に、西川きよしとハイヒールリンゴとのトークやゲームを交えて放送する。
2012年～2015年はNMB48劇場内に特設スタジオを設置して放送したが、2016年以降はなんばグランド花月の地下1階にあるYES THEATER内に特設スタジオを設置して放送している。
番組最後は例年、桂文珍が新作落語を披露するのが恒例となっている。

## 放送時間
- 2008年以降の放送時間を記載する[1]（それ以前の放送時間は不明）。

| 放送日                 | 放送時間（JST） |
| ---------------------- | --------------- |
| 2008年1月4日（土曜日） | 14:00 - 17:20   |
| 2009年1月4日（日曜日） | 14:00 - 17:00   |
| 2010年1月4日（月曜日） | 13:55 - 17:50   |
| 2011年1月4日（火曜日） | 13:55 - 17:45   |
| 2012年1月4日（水曜日） | 13:55 - 17:45   |
| 2013年1月4日（金曜日） | 13:55 - 17:00   |
| 2014年1月4日（土曜日） | 13:55 - 17:30   |
| 2015年1月4日（日曜日） | 12:54 - 16:30   |
| 2016年1月4日（月曜日） | 13:55 - 17:00   |
| 2017年1月4日（水曜日） | 13:55 - 16:55   |
| 2018年1月4日（木曜日） | 13:55 - 16:55   |
| 2019年1月4日（金曜日） | 13:55 - 16:55   |
| 2020年1月4日（土曜日） | 14:00 - 16:58   |
| 2021年1月4日（月曜日） | 13:55 - 16:50   |
| 2022年1月4日（火曜日） | 13:55 - 16:50   |
| 2023年1月4日（水曜日） | 13:55 - 16:50   |
| 2024年1月4日（木曜日） | 13:55 - 16:50   |
| 2025年1月4日（土曜日） | 14:00 - 16:30   |

## 司会
- 西川きよし
- ハイヒールリンゴ

## 歴代出演者

### 漫才
- コメディNo.1
- オール阪神・巨人
- 中田カウス・ボタン
- 宮川大助・花子
- ザ・ぼんち
- おかけんた・ゆうた
- 大木こだま・ひびき
- トミーズ
- メッセンジャー
- 矢野・兵動
- 中川家
- 麒麟
- FUJIWARA
- ブラックマヨネーズ
- チュートリアル
- 笑い飯
- 千鳥
- サバンナ
- モンスターエンジン
- ジャルジャル
- 藤崎マーケット
- スマイル
- 今いくよ・くるよ
- 海原やすよ・ともこ　他

### コント・トーク
- 大平サブロー
- たむらけんじ
- なかやまきんに君
- 小籔千豊
- 中山功太
- 西川忠志　他

### 落語
- 笑福亭仁鶴
- 六代桂文枝
- 桂文珍
- 桂きん枝
- 桂小枝
- 月亭八方
- 月亭八光　他

### ナレーション
- 橋本のりこ（2013年、2014年）
- 畑中フー（2015年）
- 藤林温子（毎日放送アナウンサー、2025年）

## スタッフ
2011年1月4日放送分
- 構成：中村進、武輪真人
- ギャラクシー・サブ
  - TD：喜多良平（MBS）
  - MIX：横山健（MBS）
- NGK
  - SW：前田昌彦
  - CAM：寺岡憲一、川崎圭一郎、小菅由晶
  - VE：大森喜章
  - VTR：鈴木紫織
  - テロップ：徳安悠治
  - MIX：上野太
  - LD：花岡四郎
  - 劇場LD：吉田康志
  - SE：田口正敏
  - 舞台監督：池田美博
- 京橋花月
  - SW：袖垣竜也
  - CAM：三村友昭
  - VE：三本菅彰
  - 音声：山崎勝彦
  - LD：上田和博
  - SE：
  - 舞台監督：梅林修
- 5upよしもと
  - SW：露口三郎（MBS）
  - CAM：竹本友亮（MBS）
  - VE：徳永善行（MBS）
  - MIX：田中聖二（MBS）
  - LD：山根基広（MBS）
  - SE：新谷明比古
  - 舞台監督：清水直人
- TK：浜川弘美、前田典子
- 美術：岸村信治
- メイク：MORE
- タイトル：神谷明子
- CG：田中裕司
- VTR EED：牧原保
- 協力：東通企画、すきな有限会社、Trash、タイトルラボ、戯音工房、アーチェリープロダクション、すくらんぶる、つむら工芸、ステージプランニング、大槻衣裳、浪原靴店
- FD：安達澄子、渡邊恒史、石原直行、藤井智章
- ディレクター：山下純平、黒川和樹、藤原真美、田上佳世、高橋祐司（MBS）
- AP：田中理沙
- プロデューサー：東郷泰樹（MBS）、石井英亮・中山一郎（よしもとクリエイティブ・エージェンシー）、上田泰三・紺田啓介（ゾフィープロダクツ）
- 制作協力：吉本興業、ゾフィープロダクツ
- 製作著作：毎日放送

## 備考
- 2011年は、baseよしもと跡地にオープンしたばかりのNMB48劇場からの生中継が番組内で行われ、NMB48のメンバーが生出演して同劇場のこけら落しの様子のVTR映像が流れた。また、同年は番組の最後でアースマラソンを終えたばかりの間寛平が福岡市からの生中継で出演し、スタジオのきよしや坂田利夫らとトークを交わした。
- 2013年は、当初出演を予定していたオール阪神・巨人が、阪神が大阪府泉大津市長選挙（2013年1月13日投開票）の立候補者の選挙応援の為、選挙の公平性に配慮する関係上、番組の出演を取り止めた[2]。
- 2025年は、きよしが体調不良で休演[3]。長男の忠志が当番組での父と同じ白の紋付羽織袴着用で総合司会を務めた。